# Paco Camarasa
Pour les articles homonymes, voir Camarasa (homonymie).
Francisco José Camarasa Castellar, surnommé Paco, né le 27 septembre 1967 à Rafelbunyol en Espagne, est un footballeur international espagnol qui occupant le poste de défenseur central. Il a effectué l'intégralité de sa carrière au Valence CF.

## Carrière

### En club
Fils de Vicente Camarasa, joueur de Levante et capitaine de ce club dans les années 1960, Paco Camarasa a joué l'ensemble de sa carrière au Valence CF, le club rival de Levante, qu'il intègre alors qu'il a 13 ans. À 17 ans, il subit une fracture à un tibia qui remet un temps en cause la perspective de devenir footballeur professionnel. Il fait ses débuts dans l'équipe première lors de la saison 1987–1988 le 28 février 1988 à domicile contre la Real Sociedad pour une défaite valencienne 1-0,. Il reprend après son départ le numéro 4 porté par Ricardo Arias, un défenseur ayant marqué l'histoire du club dans les années 1980 et qui est une référence pour lui,.
Sa saison 1996-1997 est perturbée par des blessures. Alors qu'il est capitaine du club, il subit en septembre 1996 une rupture du muscle droit fémoral du côté droit. Durant sa convalescence, il en profite pour se faire opérer d'une blessure ancienne du côté droit ce qui lui entraîne une indisponibilité estimée alors entre six semaines et deux mois,. Il fait son retour à la compétition en janvier 1997. Le 14 février, à la suite d'un contact avec son coéquipier Patxi Ferreira lors d'un entraînement, il subit une rupture du tendon d'Achille droit nécessitant une intervention chirurgicale et une absence de compétition pendant plusieurs mois. Il ne reprend en compétition qu'en mars 1998 et ne joue plus alors que ponctuellement. Il dispute trois rencontres de la Coupe Intertoto 1998 et deux de la Coupe du Roi 1998–1999 remportées par le club valencian mais pas les finales. Camarasa est écarté en début d'année 2000 par le nouveau technicien Héctor Cúper après avoir critiqué « l'ennui » de ses entraînements,. Il prétend avoir parlé en tant que capitaine exprimant la pensée de l'ensemble de l'équipe. Se plaignant de l'absence de réaction de ses ex-coéquipiers, il évolue alors pour le reste de la saison avec l'équipe réserve du Valencia Mestalla en Segunda División B avant de prendre sa retraite de façon prématurée.

### En sélection
La première sélection en équipe nationale de Francisco José Camarasa a lieu lors d'un match amical le 8 septembre 1993 contre le Chili qui se solde par une victoire espagnole 2-0. Il est sélectionné par Javier Clemente pour disputer la Coupe du monde 1994 où il dispute deux rencontres avec la Roja qui est éliminée sans sa présence en quart-de-finale. Sa dernière sélection se déroule le 26 avril 1995 contre l'Arménie, un match remporté 2-0 par les Espagnols. Ses 14 sélections en équipe nationale se soldent par dix victoires, trois nuls et une défaite.

## Après-carrière
Après sa carrière de joueur, Camarasa reste présent dans l'organigramme du Valence CF mais refuse d'occuper un poste d'entraîneur principal. En janvier 2017, il devient délégué de l'équipe première du club. Il est limogé en août 2020.

## Palmarès
- Valence CF :
  - Coupe du Roi : 1998–1999

### Statistiques
Le tableau ci-dessous résume les statistiques en match officiel de Francisco José Camarasa durant sa carrière de joueur professionnel,.
| Saison                | Club                  | Championnat           | Championnat | Championnat | Coupe(s) nationale(s) | Coupe(s) nationale(s) | Compétition(s) continentale(s) | Compétition(s) continentale(s) | Compétition(s) continentale(s) | Espagne | Espagne | Total | Total |
| Saison                | Club                  | Division              | M.          | B.          | M.                    | B.                    | Comp.                          | M.                             | B.                             | M.      | B.      | M.    | B.    |
| 1985-1986             | CD Mestalla           | Tercera División      | -           | -           | 1                     | 0                     | -                              | -                              | -                              | -       | -       | 1     | 0     |
| 1987-1988             | CD Mestalla           | Segunda División B    | 33          | 1           | 5                     | 0                     | -                              | -                              | -                              | -       | -       | 38    | 1     |
| 1987-1988             | Valence CF            | Primera División      | 1           | 0           | -                     | -                     | -                              | -                              | -                              | -       | -       | 1     | 0     |
| 1988-1989             | Valence CF            | Primera División      | 16          | 0           | 1                     | 0                     | -                              | -                              | -                              | -       | -       | 17    | 0     |
| 1989-1990             | Valence CF            | Primera División      | 22          | 0           | 5                     | 0                     | C3                             | 4                              | 0                              | -       | -       | 31    | 0     |
| 1990-1991             | Valence CF            | Primera División      | 32          | 2           | 3                     | 0                     | C3                             | 1                              | 0                              | -       | -       | 36    | 2     |
| 1991-1992             | Valence CF            | Primera División      | 38          | 1           | 10                    | 0                     | -                              | -                              | -                              | -       | -       | 48    | 1     |
| 1992-1993             | Valence CF            | Primera División      | 35          | 1           | 6                     | 0                     | C3                             | 2                              | 0                              | -       | -       | 43    | 1     |
| 1993-1994             | Valence CF            | Primera División      | 35          | 1           | 2                     | 0                     | C3                             | 4                              | 0                              | 11      | 0       | 52    | 1     |
| 1994-1995             | Valence CF            | Primera División      | 37          | 0           | 10                    | 1                     | -                              | -                              | -                              | 3       | 0       | 50    | 1     |
| 1995-1996             | Valence CF            | Primera División      | 39          | 2           | 9                     | 0                     | -                              | -                              | -                              | -       | -       | 48    | 2     |
| 1996-1997             | Valence CF            | Primera División      | 5           | 0           | 2                     | 0                     | -                              | -                              | -                              | -       | -       | 7     | 0     |
| 1997-1998             | Valence CF            | Primera División      | 3           | 0           | -                     | -                     | -                              | -                              | -                              | -       | -       | 3     | 0     |
| 1998-1999             | Valence CF            | Primera División      | 3           | 0           | 2                     | 0                     | C4                             | 3                              | 0                              | -       | -       | 8     | 0     |
| 1999-2000             | Valencia Mestalla     | Segunda División B    | 19          | 2           | -                     | -                     | -                              | -                              | -                              | -       | -       | 19    | 2     |
| Total sur la carrière | Total sur la carrière | Total sur la carrière | 318         | 10          | 56                    | 1                     | -                              | 14                             | 0                              | 14      | 0       | 402   | 11    |